# Giorgio II d'Assia-Darmstadt
Giorgio II d'Assia-Darmstadt (Darmstadt, 17 marzo 1605 – Darmstadt, 11 giugno 1661) fu Langravio d'Assia-Darmstadt dal 1626 al 1661.

## Biografia
Giorgio II era figlio di Luigi V e di sua moglie, Maddalena di Brandeburgo.
Ancora giovane, iniziò il proprio Grand Tour in Europa in compagnia del conte Giovanni Casimiro di Ermach, ottenendo anche l'incarico di gestire alcune missioni diplomatiche per conto del padre. Durante la Guerra dei Trent'anni, ad ogni modo, suo padre venne fatto prigioniero dall'elettore Federico V del Palatinato e proprio durante le celebrazioni del matrimonio tra Giorgio e la sua prima moglie, a Dresda, egli apprese della morte del padre e della sua successione al trono d'Assia-Darmstadt.
Nel bel mezzo della Guerra dei Trent'anni, sebbene avesse professato fedeltà alla causa dell'Imperatore, Giorgio II si dimostrò perlopiù neutrale sino al 1629 quando decise di propendere a favore della Svezia dopo i danni subiti nel suo paese dalle armate imperiali che vi bivaccavano. Ad ogni modo già dal 1631, con il Trettato di Hoechst, Giorgio II si distanziò dal re Gustavo Adolfo e continuò a mantenere una condotta neutrale per il resto del conflitto.
A livello di politica interna, già dal 1625 egli si dimostrò interessato all'acquisizione del territorio della defunta linea degli Assia-Marburg, anche se a partire dal 1627 venne invece costretto a cedere dei territori all'Assia-Kassel che poté riascquisire solo a partire dal 1645 quando quest'ultimo stato dovette arrendersi alle truppe imperiali a seguito della sua alleanza con le potenze protestanti. Giorgio II, nel frattempo, era sfuggito agli orrori della guerra recandosi al castello di Lichtenberg con la famiglia ove rimase sino al 1648, anno in cui venne siglata la Pace di Westfalia. Fu a questo punto che però, per riparare sulla causa protestante, l'Imperatore assegnò i territori perduti e riconquistati alla Langravia Amalia Elisabetta d'Assia-Kassel per cui Giorgio venne ricompensato con la cifra di 60.000 talleri.
Lo stato dell'Assia-Darmstadt, ad ogni modo, era uscito particolarmente provato dalla guerra e sia l'industria che l'agricoltura risentirono moltissimo del tracollo finanziario della regione. Fu così che Giorgio II stesso si impegnò personalmente per l'acquisto di sementi e bovini che distribuì gratuitamente ad agricoltori e allevatori della regione per far ripartire l'economia del paese.

## Discendenza
Giorgio II, sposò Sofia Eleonora di Sassonia il 1º aprile 1627 e da tale unione nacquero i seguenti eredi:
- Luigi VI (1630–1678), langravio d'Assia-Darmstadt

∞ 1. 1650 principessa Maria Elisabetta di Holstein-Gottorp (1634–1665)
∞ 2. 1666 principessa Elisabetta Dorotea di Sassonia-Gotha-Altenburg (1640–1709)
- Maddalena Sibilla (1631–1651)
- Giorgio (1632–1676), langravio d'Assia-Itter

∞ 1. 1661 principessa Dorotea Augusta di Schleswig-Holstein-Sonderburg (1636–1662)
∞ 2. 1667 contessa Giuliana Alessandrina di Leiningen-Dagsburg-Heidesheim (1651–1703)
- Sofia Eleonora (1634–1663)

∞ 1650 langravio Guglielmo Cristoforo d'Assia-Homburg (1625–1681)
- Elisabetta Amalia (1635–1709)

∞ 1653 Elettore Filippo Guglielmo del Palatinato (1615–1690)
- Luisa Cristina (1636–1697)

∞ 1665 conte Cristoforo Luigi I di Stolberg (1634–1704)
- Anna Maria (*/† 1637)
- Anna Sofia (1638–1683), badessa di Quedlinburg 1681–1683
- Amalia Giuliana (*/† 1639)
- Enrichetta Dorotea (1641–1672)

∞ 1667 conte Giovanni II di Waldeck-Pyrmont (1623–1668)
- Giovanni (*/† 1643)
- Augusta Filippina (1643–1672)
- Agnese (*/† 1645)
- Maria Edvige (1647–1680)

∞ 1671 duca Bernardo I di Sassonia-Meiningen

## Ascendenza
|                                 |                              |                               | Genitori                        |  |  | Nonni |  |  | Bisnonni          |  |  | Trisnonni            |  |
|                                 |                              |                               |                                 |  |  |       |  |  | Filippo I d'Assia |  |  | Guglielmo II d'Assia |  |
|                                 |                              |                               |                                 |  |  |       |  |  | Filippo I d'Assia |  |  | Guglielmo II d'Assia |  |
|                                 |                              | Anna di Meclemburgo-Schwerin  |                                 |  |  |       |  |  | Filippo I d'Assia |  |  |                      |  |
| Giorgio I d'Assia-Darmstadt     |                              |                               |                                 |  |  |       |  |  | Filippo I d'Assia |  |  |                      |  |
|                                 |                              | Caterina di Sassonia          | Federico I di Sassonia          |  |  |       |  |  |                   |  |  |                      |  |
|                                 |                              | Caterina di Sassonia          | Federico I di Sassonia          |  |  |       |  |  |                   |  |  |                      |  |
|                                 |                              | Caterina di Sassonia          | Caterina di Brunswick-Lüneburg  |  |  |       |  |  |                   |  |  |                      |  |
| Luigi V d'Assia-Darmstadt       |                              | Caterina di Sassonia          |                                 |  |  |       |  |  |                   |  |  |                      |  |
|                                 |                              | Bernardo VIII di Lippe        | Simone V di Lippe               |  |  |       |  |  |                   |  |  |                      |  |
|                                 |                              | Bernardo VIII di Lippe        | Simone V di Lippe               |  |  |       |  |  |                   |  |  |                      |  |
|                                 |                              | Bernardo VIII di Lippe        | Maddalena di Mansfeld-Mittelort |  |  |       |  |  |                   |  |  |                      |  |
| Maddalena di Lippe              |                              | Bernardo VIII di Lippe        |                                 |  |  |       |  |  |                   |  |  |                      |  |
|                                 |                              | Caterina di Waldeck-Eisenberg | Filippo III di Waldeck          |  |  |       |  |  |                   |  |  |                      |  |
|                                 |                              | Caterina di Waldeck-Eisenberg | Filippo III di Waldeck          |  |  |       |  |  |                   |  |  |                      |  |
|                                 |                              | Caterina di Waldeck-Eisenberg | Anna di Kleve                   |  |  |       |  |  |                   |  |  |                      |  |
| Giorgio II d'Assia-Darmstadt    |                              | Caterina di Waldeck-Eisenberg |                                 |  |  |       |  |  |                   |  |  |                      |  |
|                                 | Gioacchino II di Brandeburgo | Gioacchino I di Brandeburgo   |                                 |  |  |       |  |  |                   |  |  |                      |  |
|                                 | Gioacchino II di Brandeburgo | Gioacchino I di Brandeburgo   |                                 |  |  |       |  |  |                   |  |  |                      |  |
|                                 | Gioacchino II di Brandeburgo | Elisabetta di Danimarca       |                                 |  |  |       |  |  |                   |  |  |                      |  |
| Giovanni Giorgio di Brandeburgo | Gioacchino II di Brandeburgo |                               |                                 |  |  |       |  |  |                   |  |  |                      |  |
|                                 |                              | Maddalena di Sassonia         | Giorgio di Sassonia             |  |  |       |  |  |                   |  |  |                      |  |
|                                 |                              | Maddalena di Sassonia         | Giorgio di Sassonia             |  |  |       |  |  |                   |  |  |                      |  |
|                                 |                              | Maddalena di Sassonia         | Barbara Jagellona               |  |  |       |  |  |                   |  |  |                      |  |
| Maddalena di Brandeburgo        |                              | Maddalena di Sassonia         |                                 |  |  |       |  |  |                   |  |  |                      |  |
|                                 |                              | Gioacchino Ernesto di Anhalt  | Giovanni II di Anhalt-Dessau    |  |  |       |  |  |                   |  |  |                      |  |
|                                 |                              | Gioacchino Ernesto di Anhalt  | Giovanni II di Anhalt-Dessau    |  |  |       |  |  |                   |  |  |                      |  |
|                                 |                              | Gioacchino Ernesto di Anhalt  | Margherita di Brandeburgo       |  |  |       |  |  |                   |  |  |                      |  |
| Elisabetta di Anhalt-Zerbst     |                              | Gioacchino Ernesto di Anhalt  |                                 |  |  |       |  |  |                   |  |  |                      |  |
|                                 |                              | Agnese di Barby               | Wolfgang von Barby              |  |  |       |  |  |                   |  |  |                      |  |
|                                 |                              | Agnese di Barby               | Wolfgang von Barby              |  |  |       |  |  |                   |  |  |                      |  |
|                                 |                              | Agnese di Barby               | …                               |  |  |       |  |  |                   |  |  |                      |  |
|                                 |                              | Agnese di Barby               |                                 |  |  |       |  |  |                   |  |  |                      |  |